# هوبير كينغستون
هوبير كينغستون (15 أغسطس 1876 بنورثامبتون في المملكة المتحدة - 9 يونيو 1955 في المملكة المتحدة) (بالإنجليزية: Hubert Kingston)‏ هو لاعب كريكت بريطاني وبريطاني (وحمل سابقاً جنسية المملكة المتحدة لبريطانيا العظمى وأيرلندا). لعب مع نادي مقاطعة نورثامبتونشير للكريكت ‏.

## وصلات خارجية
- هوبير كينغستون على موقع إي آس بي آن كريك إنفو (الإنجليزية)